# Литр
Литр (фр. litre, от лат. litra — мера ёмкости; русское обозначение — л; международное — L или l) — внесистемная метрическая единица измерения объёма и вместимости, равная 1 кубическому дециметру (дм³).
Литр не является единицей Международной системы единиц (СИ), но вместе с такими единицами, как час или сутки, включён в число тех внесистемных единиц, которые допускаются к применению без ограничения срока наравне с единицами СИ с областью применения «все области». Единица объёма в СИ — кубический метр (м³).

## Величина литра
Один литр равен объёму куба, каждая сторона которого равна 10 см.
1 литр воды имеет массу примерно 1 кг (при +4 °C).
1 литр по действующему в настоящее время определению равен в точности 1 кубическому дециметру: 1 л = 1 дм³ = 0,001 м³ (таким образом, 1 кубический метр (м³), официальная единица СИ для объёма, равен в точности 1000 литрам).
Это определение было принято в 1964 году на 12-й Генеральной конференции по мерам и весам.
До этого, в 1901 году решением 3-й Генеральной конференции по мерам и весам литр был определён как объём 1 килограмма чистой воды при нормальном атмосферном давлении (760 мм рт. ст.) и температуре наибольшей плотности воды (+3,98 °C). Один килограмм, в свою очередь, был определён как масса платино-иридиевого цилиндра, эталона килограмма, хранящегося во Франции, масса которого тоже предполагалась изначально равной массе 1 литра воды при вышеприведённых условиях. Однако позже было установлено, что масса цилиндра оказалась на двадцать восемь миллионных частей больше, и, следовательно, объём литра составлял 1,000028 дм³. Также следует учесть, что взаимоотношение массы и объёма воды (как и любой жидкости) не постоянно и зависит от температуры, давления, влажности и изотопной однородности. Таким образом, в 1964 году отказались от привязки литра к массе воды или какого-либо иного вещества и определили литр равным в точности 1 дм³.
Согласно недавним измерениям стандартного образца чистой дистиллированной воды, выделенного из океанической воды и считающегося репрезентативным в отношении изотопного состава кислорода и водорода для воды из океанического резервуара (Венский стандарт океанской воды), плотность воды равна 0,999975±0,000001 кг/л при температуре максимальной плотности (+3,984 °C) под давлением в одну стандартную атмосферу (760 торр, 101 325 Па).

## Происхождение названия и обозначения
Исторически название «литр» происходит от старофранцузской единицы объёма «литрон» (фр. litron). Литрон использовался как мера сыпучих тел и составлял ¹∕₁₆ часть от буассо́ (boisseau). Величина литрона составляла примерно 0,831018 современного литра. Название «литрон», в свою очередь, возникло как производное от греческого litra (др.-греч. λίτρα). Литрой называли серебряную монету (и соответствующий ей вес), использовавшуюся в древнегреческих колониях, особенно на Сицилии. Как монета, литра была близка к оболу, а её вес был равен одной трети древнеримской либры (≈327,45 г). Вероятнее всего, когда греки колонизировали Сицилию, они вступили в торговые отношения с местным населением, у которых существовала монета и соответствующая ей единица веса libra, и греки переняли это название для своих монет под видом litra. Вместе с тем существовала также мера измерения объёма масла libra, реализовывавшаяся с помощью рога с нанесёнными на нём отметками. Отметки делили рог на 12 равных частей (унций), а вместе они составляли «либру». Так же как в случае с монетой, существовала и аналогичная мера объёма у греков, которая наряду с названием котила (др.-греч. κοτύλη), имела также название litra («литрой» назывался сам сосуд). Объём котилы равнялся примерно 0,284 литра (полпинты). Римское слово libra в свою очередь восходит к основе, использовавшейся в Средиземноморье, *lithra, в значении «весы».

### Обозначение
Обозначением литра в России является строчная буква «л». Это же обозначение используется в Беларуси, Украине, Казахстане и Монголии. До середины 1990-х годов кириллическое обозначение использовалось и в Болгарии (и продолжает использоваться неофициально, хотя официально в этой стране обозначения всех единиц измерения в 1994 году заменены на латинские).
Изначально единственным международным символом для обозначения литра была латинская строчная буква l, учитывая принятое в СИ соглашение, что обозначения единиц могут начинаться с заглавной буквы, только если они образованы от имени учёного. Латинскую букву l можно достаточно легко перепутать с цифрой «1», и это вызывало недовольство, особенно среди представителей медицины. Ряд национальных метрологических организаций в своё время пытался добиться утверждения в качестве символа литра исключительно заглавной буквы (L). Известность получила история, когда сотрудником канадского университета Ватерлоо Кеннетом Вулнером был придуман мифический учёный Клод Эмиль Жан-Батист Литр, как якобы попытка добиться утверждения официального использования для литра заглавной буквы. В журнале университета «Chem13 News» в 1978 году появилась публикация Вулнера от кафедры физики, где приводилась подробная биография французского учёного Клода Литра (1716—1778). Статья была шуточной, выпущенной в честь дня смеха, однако по ошибке была перепечатана журналом IUPAC «Chemistry International», который уже в следующем номере разместил сообщение о произошедшей ошибке.
В результате в 1979 году XVI Генеральная конференция по мерам и весам приняла решение, в соответствии с которым в виде исключения разрешается использовать два различных обозначения литра: строчную l и заглавную L. Национальный институт стандартов и технологий США ныне рекомендует использовать именно символ L для обозначения литра, эта практика также широко распространена в Канаде и Австралии. В этих странах символ L употребляется и с префиксами, например, mL и µL, вместо традиционных ml и µl, используемых в Европе. В Великобритании и Ирландии, как и в других странах Европы, вместе с префиксами используется строчная буква (ml и µl), а в случае целых литров слово часто пишется целиком (1 litre). В 1990 году Международный комитет мер и весов заявил, что пока рано выбирать один общий символ для литра. До 1979 года распространение получил символ ℓ (script small l, U+2113), например, он был рекомендован Южноафриканским бюро стандартов и Канадой в 1970 году. Употребление этого символа до сих сохранилось в небольших масштабах в англоговорящих странах, в то время как в Японии и Южной Корее он используется повсеместно. Шрифты, поддерживающие южноазиатские символы (англ. CJK characters), обычно содержат не только символ ℓ, но и четыре производных символа: ㎕, ㎖, ㎗ и ㎘ (U+3395 to U+3398) для микролитров, миллилитров, децилитров и килолитров, соответственно. Использование этих символов в печатных работах противоречит рекомендациям, опубликованным Международным бюро мер и весов по настоянию главных международных организаций, занимающихся стандартами (включая ISO, NIST, IAU, IUPAC, IUPAP и NPL), где говорится, что символы единиц должны «печататься прямым шрифтом независимо от типа шрифта окружающего текста».

## Исторические факты, связанные с понятием литра
- В 1793 году литр был внедрён во Франции Республиканским конвентом, как одна из новых так называемых «Республиканских единиц измерения», и определён как один кубический дециметр.
- В 1879 году Международный Комитет мер и весов утвердил определение литра в один кубический дециметр и принял для него его официальный символ «l».
- В 1901 году третья Генеральная Конференция по мерам и весам приняла определение литра как объёма, который занимает 1 кг воды при температуре наибольшей плотности (+3,98 °C) и давлении в 1 атмосферу. В результате этого литр стал равен приблизительно 1,000028 кубическим дециметрам.
- В 1964 году на двенадцатой Генеральной Конференции по мерам и весам литр был вновь определён через точное отношение метра, то есть как один кубический дециметр (1 дм³)[18].
- В 1979 году на шестнадцатой Генеральной Конференции по мерам и весам была признана правомерность использования для обозначения литра символа «L». Также было выражено намерение в будущем отказаться от одного из символов, однако дальнейшего развития данное решение пока не получило[19].

## Соотношения с другими единицами

### Кратные и дольные единицы
В России для представления объёмов, как правило, используются сам литр и его дольные производные — миллилитр (мл, ml), микролитр (мкл, µl), нанолитр (нл, nl) и пиколитр (пл, pl), а для выражения большинства других значений объёма применяются метрические единицы, связанные с метром — кубический метр и др. Иногда (для измерения объёмов напитков) используется сантилитр(сл, cl).
Среди кратных производных литра широкое распространение имеет лишь декалитр (дал, dal; 10 л); в этих единицах часто измеряется продукция заводов пищевой промышленности, выпускающих напитки и другие жидкие пищевые продукты, ввиду удобства пересчёта, поскольку стандартный ящик с 20 полулитровыми бутылками содержит 1 декалитр жидкости. Иногда используется также гектолитр (гл, hl). Использование более крупных кратных производных литра не запрещено стандартами, но на практике они используются крайне редко.
Дольные единицы, более мелкие, чем миллилитр, используются обычно в биологии, медицине и фармацевтике, а также в некоторых отраслях техники (так, объём капли, формирующей точку при печати в современных струйных принтерах, составляет около 1-5 пиколитров). Разговорный синоним миллилитра — «кубик».
| Кратные единицы | Наименование | Обозначение | Обозначение    | Эквивалентный объём | Эквивалентный объём        |         | Дольные единицы | Наименование | Обозначение    | Обозначение | Эквивалентный объём         | Эквивалентный объём |
| 1 л             | литр         | л           | l, ℓ, L        | 1 дм3               | 1 кубический дециметр      |         |                 |              |                |             |                             |                     |
| 10 л            | декалитр     | дал         | dal, daℓ, daL  | 101 дм3             | 10 кубических дециметров   | 10−1 л  | децилитр        | дл           | dl, dℓ, ㎗, dL | 102 см3     | 100 кубических сантиметров  |                     |
| 102 л           | гектолитр    | гл          | hl, hℓ, hL     | 102 дм3             | 100 кубических дециметров  | 10−2 л  | сантилитр       | сл           | cl, cℓ, cL     | 101 см3     | 10 кубических сантиметров   |                     |
| 103 л           | килолитр     | кл          | kl, kℓ, ㎘, kL | 1 м3                | 1 кубический метр          | 10−3 л  | миллилитр       | мл           | ml, mℓ, ㎖, mL | 1 см3       | 1 кубический сантиметр      |                     |
| 106 л           | мегалитр     | Мл          | Ml, Mℓ, ML     | 103 м3              | 1000 кубических метров     | 10−6 л  | микролитр       | мкл          | µl, µℓ, ㎕, µL | 1 мм3       | 1 кубический миллиметр      |                     |
| 109 л           | гигалитр     | Гл          | Gl, Gℓ, GL     | 106 м3              | 106 кубических метров      | 10−9 л  | нанолитр        | нл           | nl, nℓ, nL     | 106 мкм3    | 106 кубических микрометров  |                     |
| 1012 л          | тералитр     | Тл          | Tl, Tℓ, TL     | 1 км3               | 1 кубический километр      | 10−12 л | пиколитр        | пл           | pl, pℓ, pL     | 103 мкм3    | 1000 кубических микрометров |                     |
| 1015 л          | петалитр     | Пл          | Pl, Pℓ, PL     | 103 км3             | 1000 кубических километров | 10−15 л | фемтолитр       | фл           | fl, fℓ, fL     | 1 мкм3      | 1 кубический микрометр      |                     |
| 1018 л          | эксалитр     | Эл          | El, Eℓ, EL     | 106 км3             | 106 кубических километров  | 10−18 л | аттолитр        | ал           | al, aℓ, aL     | 106 нм3     | 106 кубических нанометров   |                     |
| 1021 л          | зетталитр    | Зл          | Zl, Zℓ, ZL     | 1 Мм3               | 1 кубический мегаметр      | 10−21 л | зептолитр       | зл           | zl, zℓ, zL     | 103 нм3     | 1000 кубических нанометров  |                     |
| 1024 л          | иотталитр    | Ил          | Yl, Yℓ, YL     | 103 Мм3             | 103 кубических мегаметров  | 10−24 л | иоктолитр       | ил           | yl, yℓ, yL     | 1 нм3       | 1 кубический нанометр       |                     |

### Соотношения с неметрическими единицами объёма
| Метрическая | Приблизительное значение | Неметрическая   | Система мер  | Неметрическая     | Метрический эквивалент |
| 1 л         | ≈ 0,87987699             | кварта          | Английская   | 1 кварта          | ≡ 1,1365225 л          |
| 1 л         | ≈ 1,056688               | кварта амер.    | Американская | 1 кварта амер.    | ≡ 0,946352946 л        |
| 1 л         | ≈ 1,75975326             | пинта           | Английская   | 1 пинта           | ≡ 0,56826125 л         |
| 1 л         | ≈ 2,11337641             | пинта амер.     | Американская | 1 пинта амер.     | ≡ 0,473176473 л        |
| 1 л         | ≈ 0,21997                | галлон          | Английская   | 1 галлон          | ≡ 4,54609 л            |
| 1 л         | ≈ 0,2642                 | галлон          | Американская | 1 галлон          | ≡ 3,785 л              |
| 1 л         | ≈ 0,0353146667           | кубический фут  |              | 1 кубический фут  | ≡ 28,316846592 л       |
| 1 л         | ≈ 61,0237441             | кубический дюйм |              | 1 кубический дюйм | ≡ 0,01638706 л         |
| 1 л         | ≈ 33,8140                | унция амер.     | Американская | 1 унция амер.     | ≡ 29,5735295625 мл     |
| 1 л         | ≈ 35,1950                | унция           | Английская   | 1 унция           | ≡ 28,4130625 мл        |

### Производные единицы
- Для измерения расхода жидкостей и газов используются единицы: литр в секунду (л/с), литр в минуту (л/мин), литр в час (л/ч),а также соответствующие кратные и дольные единицы.
- Для измерения плотности и содержания (массовой концентрации) веществ используются единицы: грамм на литр, килограмм на литр, миллиграмм на литр и тому подобные.
- Для измерения молярной плотности и молярной концентрации веществ используются единицы: моль на литр (моль/л), микромоль/литр и тому подобные.
- Для измерения объёмной концентрации частиц используется обратный литр (л−1) и производные (мл−1, мкл−1 и тому подобные). Так, объёмная концентрация 100 мкл−1 означает, что в 1 микролитре какого-либо объёма содержится в среднем 100 частиц.
- Для измерения энергии в некоторых приложениях используется единица литр-атмосфера, равная работе, которую поршень тепловой машины производит над газом при постоянном давлении в 1 атмосферу (103 125 Па), сжимая газ с уменьшением объёма на 1 литр. 1 литр-атмосфера (л·атм) = 101,325 Дж.
- Для измерения поглотительной способности сорбентов используется единица л/л (выражающая отношение объёма поглощённого газа к объёму сорбента). Эта же единица иногда используется для измерения пористости.
- Для измерения удельной поверхности на единицу объёма пористого вещества или другой дисперсной системы используется единица м²/л.
- Для измерения объёмной радиоактивности веществ (обычно воздуха) используется единица Бк/л (беккерель на литр).
- Для измерения расхода топлива автомототранспорта используется единица: литр на 100 км. В некоторых азиатских странах используется обратная величина: километр на литр.

## Использование единиц
Во многих областях, где требуется указать внутренний объём объекта, вместо единиц объёма, производных от метра, традиционно используется литр и производные единицы. Например:
- объём камер сгорания в двигателях внутреннего сгорания[24]
- багажники автомобилей[25]
- рюкзаки[26]
- холодильная техника[27]
- вёдра и многие другие контейнеры для хранения жидких или сыпучих продуктов
- микроволновые печи

Объём, выраженный в литрах, в разговорной речи и техническом жаргоне называется «литраж».